# Šógun (kniha)
Šógun (v anglickém originále Shōgun) je román Jamese Clavella z roku 1975, chronologicky první v autorově cyklu Asijská sága. Děj je zasazen do feudálního Japonska okolo roku 1600 a podává fiktivní svědectví o vzestupu Tokugawy Iejasua k moci tak, jak je viděl anglický námořník John Blackthorne, jehož postava je volně založena na osudech skutečného trosečníka Williama Adamse. Román byl předlohou pro dvě televizní minisérie, muzikál a několik počítačových her.

## Stručný obsah
John Blackthorne (Japonci přezdívaný Andžin, tedy lodivod, protože jeho jméno nedokázali vyslovit), lodivod a dočasný kapitán holandské obchodní lodě Erasmus, ztroskotá na japonském pobřeží. Vstoupí do služeb Toranagy, mocného válečníka, který vládne v regionu Kantó, oblasti dnešního Tokia. Také se zamiluje do Mariko, japonské křesťanky, jejíž oddanost je rozpolcena mezi nové náboženství a rodnou kulturu, která křesťanství odmítá. I přes zprvu nepřátelské přijetí si Blackthorne pomalu získá pochopení a respekt od svého okolí a sám začne chápat a respektovat kulturu, která ho obklopuje. Nakonec je Blackthorneovi jako prvnímu cizinci udělen status samuraje.

## Děj
John Blackthorne, anglický lodivod sloužící na nizozemské válečné lodi Erasmus, je prvním Angličanem, který dosáhl Japonska. Anglie a Holandsko se snaží narušit portugalsko-katolické vztahy s Japonskem a navázat vlastní vazby prostřednictvím obchodních a vojenských aliancí.
Poté, co je loď Erasmus vyvržena na břeh japonského pobřeží, je Blackthorne a deset dalších přeživších zajati místním samurajem jménem Kasigi Omi, dokud nedorazí jeho daimjó a strýc Kasigi Jabu. Jabu staví Blackthorna a jeho posádku před soud jako piráty, přičemž Blackthorneovi tlumočí jezuitského kněze. Poté, co prohrál soud, zaútočí Blackthorne na jezuitu. Rozbitím kněžského krucifixu ukazuje, že kněz je jeho nepřítel. Japonci, kteří znají pouze katolickou verzi křesťanství, jsou šokováni. Jabu je všechny odsoudí k smrti.
Omi, chytrý poradce, přesvědčí Jabu, aby je ušetřil, aby se dozvěděl více o evropských způsobech. Po neúspěšném povstání Evropanů se Blackthorne podřídí japonské autoritě. Je umístěn v domácnosti, zatímco jeho posádka zůstává rukojmími. Na Omiho radu plánuje Jabu zabavit ruttery, muškety, děla a stříbrné mince získané z Erasma. Zpráva se dostává k Toranagovi, lordu z Kwanto a předsedovi Rady regentů. Toranaga posílá svého vrchního velitele, generála Toda Hiromacu, aby převzal kořist a posádku, aby získal výhodu proti Toranagovu hlavnímu rivalovi v radě Išidovi.
Blackthorna nazvou Andžin (navigátor či lodivod), protože Japonci neumí vyslovit jeho skutečné jméno. Hiromacu vezme Blackthorna a Jabu zpět do Osaky. V Išidově hradní pevnosti se koná zasedání rady. Cestují jednou z galér Toranaga, kterou řídí portugalský lodivod Rodrigues. Blackthorne a Rodrigues navážou neochotné přátelství. Rodrigues se během bouře pokusí zabít Blackthorna, ale sám je smeten přes palubu. Blackthorne nejen zachrání Rodriguese, ale také bezpečně naviguje loď.
V Ósace je Blackthorne dotazován Toranagou prostřednictvím jezuitského kněze Martina Alvita, který si uvědomuje hrozbu, kterou Blackthorne představuje. Protestant Blackthorne se snaží obrátit Toranaga proti jezuitům. Toranaga se dozvídá, že křesťanská víra je rozdělená. Alvito má čest přeložit, když Blackthorne vypráví Toranagovi svůj příběh. Rozhovor končí, když vstoupí Išido, zvědavý na barbara Blackthorna.
Toranaga nechá Blackthorna uvrhnout do vězení, aby ho ochránil před Išidem. Blackthorne se spřátelí s františkánským mnichem, který odhaluje další podrobnosti o jezuitských výbojích a portugalské Černé lodi, která odnáší obrovské zisky z obchodu s hedvábím mezi Čínou a Japonskem zpět do Evropy. Učí se základy japonštiny a něco málo z jejich kultury. Blackthorne je poté odveden z vězení Išidovými muži. Toranaga zasáhne a zajme Blackthorna od svého rivala. Išido ztrácí tvář.
Při dalším rozhovoru Toranagovi překládá lady Toda Mariko. Je katolička, rozpolcená mezi svou novou vírou a svou samurajskou loajalitou k Toranagovi. Toranaga se od Blackthorna dozvídá, že Portugalsku bylo uděleno právo požadovat Japonsko jako území od papeže a právo využívat Jižní Ameriku a Asii ve jménu šíření katolicismu.
Na hradě Ósaka je Blackthorne napaden vrahem z tajnůstkářského Amida Tonga, skupiny agentů, kteří celý život trénují, aby byli dokonalou zbraní na jedno zabití. Toranaga povolá Jabu příští den k výslechu, protože Hiromacu říká, že Jabu by byl ten, kdo by věděl, jak je najmout. Jabuovy vyhýbavé odpovědi posilují Toranagovu nedůvěru k němu. Jezuité možná najali vraha, aby zabil Blackthorna, aby mu zabránil prozradit více z toho, co ví.
Jednání Rady regentů jdou špatně a Toranaga je ohrožen vynuceným seppuku. Aby unikl verdiktu a paralyzoval radu (z procedurálních důvodů), Toranaga rezignuje. Chystá se odjet v přestrojení za svou manželku s karavanou cestovatelů. Blackthorne si výměny všimne, a když se Išido objeví u brány hradu a téměř objeví Toranaga, Blackthorne ho zachrání odkloněním jeho pozornosti. Postupně si tak získá důvěru Toranagy a vstoupí do jeho služeb. Toranagova skupina dosáhne pobřeží, ale jejich loď je zablokována Išidovými čluny. Na Blackthorneův návrh je portugalská loď požádána, aby zapůjčila dělo k odstřelení člunů. Na oplátku jim jezuité nabídnou pomoc výměnou za Blackthorna. Toranaga souhlasí a loď vyčistí průjezd. Portugalský pilot Rodrigues splácí svůj dluh Blackthornovi tím, že ho hodí přes palubu, aby doplaval zpět na Toranagovu loď. Toranagova loď unikne tak, že zůstane vedle portugalské lodi a obě projedou mezerou mezi nepřátelskými loděmi. Toranaga a jeho družina se vrací na svou loď, která se pak vrací zpět do Andžira.
Blackthorne pomalu buduje své japonské jazykové dovednosti a získává porozumění Japoncům a jejich kultuře, nakonec se ji naučí respektovat. Japonci jsou zase zdrceni Blackthorneovou přítomností (jelikož je outsiderem a vůdcem hanebně špinavé a neotesané chátry), ale také impozantním námořníkem a mořeplavcem s rozsáhlými znalostmi světa. Jako takový je pod pohrdáním a zároveň je nevyčíslitelně cenný. Zlomovým bodem je Blackthorneův pokus o seppuku. Japonci tomuto pokusu brání (protože Blackthorne je cennější naživu), ale také ho začínají respektovat pro jeho znalosti a pokusy o asimilaci jejich kultury. Když zachrání Toranagu při zemětřesení, je mu udělen status samuraje a hatamota (vysoce postaveného vazala). Jak spolu tráví více času, Blackthorne začíná hluboce obdivovat Toranagu a (konkrétně) Mariko a tajně se z nich stanou milenci.
Nakonec navštíví přeživší ze své původní posádky v Edu a je ohromen tím, jak daleko se odvážil od standardního „evropského“ způsobu života (který nyní považuje za špinavý, vulgární a ignorantský) a ve skutečnosti je znechucen jimi. Blackthornovy plány na útok na „Černou loď“ komplikuje také jeho respekt a přátelství k portugalskému kolegovi Rodriguesovi, který má nyní plavidlo řídit. Vrací se do Ósaky po moři se svou posádkou a 200 samuraji (které mu poskytl Toranaga). Souběžně s touto zápletkou román také podrobně popisuje intenzivní boj o moc mezi válečníky Toranagou a Ishidem a také – jako podtext – politické manévrování protestantských a katolických mocností na Dálném východě. Existuje také vnitřní konflikt mezi křesťanskými daimjóy, kteří jsou částečně motivováni touhou zachovat a rozšířit své (nové) náboženství, a daimjóy, kteří se staví proti křesťanům jako vyznavačům cizí víry a představitelům „barbarského“ kulturního a finančního vlivu na jejich společnost.
V románu Išido drží mnoho rodinných příslušníků ostatních daimjóů jako rukojmí v Ósace a označuje je jako „hosty“. Dokud má tato rukojmí, ostatní daimjóové, včetně Toranagy, se ho neodváží napadnout. Rada nepředvídatelně vybere náhradního regenta. Išido doufá, že naláká nebo donutí Toranagu do hradu, a když budou přítomni všichni regenti, získá od nich rozkaz, aby Toranaga spáchal seppuku. Aby vyprostila Toranagu z této situace, Mariko se vydá k tomu, co bude pravděpodobně její smrtí na Ósackém hradě – čelit Išidovi a dosáhnout propuštění rukojmích.
Na hradě Mariko vzdoruje Išidovi a donutí ho, aby se buď zneuctil (přiznáním, že drží samurajské rodiny jako rukojmí), nebo ustoupí a nechá je odejít. Když se Mariko pokusí splnit Toranagovy rozkazy a opustit hrad, dojde k bitvě mezi Išidovými samuraji a jejím doprovodem, dokud není nucena se vrátit. Uvede však, že je zneuctěna a že spáchá sebevraždu. Když se to chystá udělat, Išido jí dá papíry, aby druhý den opustila hrad. Ale té noci se skupina ninjů, které Išido najal s pomocí Jabua, vklouzne do části hradu Toranaga, aby unesli Mariko. Mariko, Blackthorne a další dámy uniknou do místnosti se silnými zamčenými dveřmi. Zatímco se nindžové chystají vyhodit dveře do vzduchu, Mariko si stoupne proti dveřím a je zabita výbuchem.
Po její kremaci nechá Išido rukojmí opustit hrad, čímž sníží svou kontrolu nad nimi. Blackthorne pak zjistí, že jeho loď byla spálena, čímž se mu zmařily šance na útok na Černou loď a na získání bohatství a také na odplutí domů do Anglie. Mariko mu však nechala nějaké peníze a Toranaga mu poskytne muže, aby mohl začít stavět novou loď. Toranaga nařídí Jabuovi, o kterém se dozvídá, že pomáhal útoku v Ósace s cílem stát na vítězné straně, aby spáchal seppuku za svou zradu. Jabu vyhoví a předá svou drahou katanu Blackthornovi.
Poslední kapitola se věnuje Toranagovi, když odhaluje svůj vnitřní monolog: že on sám nařídil, aby byla Blackthornova loď spálena, jako způsob, jak usmířit křesťanské daimjóy a zachránit před nimi Blackthorneův život a také je přivést na svou stranu proti Išidovi. Poté povzbudí Blackthorna, aby postavil další loď. Blackthorneovou karmou je nikdy neopustit Japonsko a karmou Mariko zemřít pro svého pána a pro Toranagu se nakonec stát šógunem s absolutní mocí. V krátkém epilogu po poslední bitvě u Sekigahary je Išido zajat a Toranaga ho nechá zaživa pohřbít až po krk. Román uvádí, že „Išido se zdržel tři dny a zemřel velmi starý“.

## Hlavní postavy
Tyto postavy v románu Šógun jsou založeny na skutečných historických osobnostech:
- Goroda: Nobunaga Oda (1534–1582)
- Nakamura: Hidejoši Tojotomi (1536–1598)
- Toranaga: Iejasu Tokugawa (1543–1616)
- Naga: Nobujoši Takeda (1583–1603)
- Sudara: Hidetada Tokugawa (1579–1632)
- Blackthorne: William Adams (1564–1620)
- Vinck: Jan Joosten van Lodensteijn (1560–1623)
- Jaemon: Hidejori Tojotomi (1593 – 5.6.1615)
- Išido: Micunari Išida (1561–1600)
- Očiba: Jodo-dono (1569 – 5.6.1615)
- Mariko: Gracia Hosokawa (1563–1600)
- Saruji: Tadatoši Hosokawa (1586–1641)
- Buntaró: Tadaoki Hosokawa (1563–1646)
- Hiromacu: Fudžitaka Hosokawa (1534–1610)
- Martin Alvito: João Rodrigues (1558/61 – 1633/4)

Jméno lodi Erasmus (patron námořníků) je s největší pravděpodobností odvozeno od původního jména lodě De Liefde, holandské lodě, s kterou William Adams ztroskotal na pobřeží Japonska v roce 1600. Skutečný Erasmus byl přejmenován, aby se jeho jméno lépe hodilo ke jménům ostatních čtyř lodí, s nimiž vyplul z Holandska na expedici v roce 1598.

## V kultuře
V roce 1980 byla podle románu natočena devítihodinová televizní minisérie Šogun. Hlavní role ztvárnili Richard Chamberlain, Toširó Mifune, Joko Šimada a John Rhys-Davies. V Česku je tato minisérie také známá pod názvem Zajatec japonských ostrovů, pod kterým zde byla uvedena její zkrácená filmová verze.
V roce 2024 byl uveden desetidílný seriál Šógun produkční společnosti FX.